# وست بی شور (نیویورک)
وست بی شور (به انگلیسی: West Bay Shore) یک منطقهٔ مسکونی در ایالات متحده آمریکا است که در شهرستان سافک، نیویورک واقع شده‌است. وست بی شور ۵٫۹ کیلومتر مربع مساحت و ۴٬۶۴۸ نفر جمعیت دارد و ۴ متر بالاتر از سطح دریا واقع شده‌است.